# WE ARE STILL ON THE ROAD
『WE ARE STILL ON THE ROAD』（ウィ・アー・スティル・オン・ザ・ロード）は、2002年8月21日に発売された浜田省吾の4作目の映像商品。

## 概要
前作『ON THE ROAD 2001』から僅か1ヶ月後での発売。前作のベストライブ映像と未公開映像で構成されたため、いくつかのライブ映像は前作と重複している。
DVDとVHSの2形態で発売。2005年にはトール・ケース仕様の廉価版DVDで再発。

## 収録曲
1. "Blue Sky"(Instrumental)
2. 路地裏の少年[注 1]
3. "There's No Business Like Show Business"
4. A NEW STYLE WAR
5. MONEY[注 1]
6. LOVE HAS NO PRIDE
7. 君の名を呼ぶ[注 1]
8. Part of "Midnight Cab"(ショート・ムービー)
9. モノクロームの虹[注 1]
10. さよならゲーム
11. Part of "God's Little Helper"(ショート・ムービー)
12. Prologue of "LET SUMMER ROCK '99"
13. 勝利への道
14. 星の指輪
15. J.BOY[注 1]
16. もうひとつの土曜日[注 1]
17. ON THE ROAD[注 1]
18. 終りなき疾走[注 1]
19. 悲しみは雪のように[注 1]
20. 演奏旅行
21. "Blue Sky"(Instrumental)

## 参加ミュージシャン
- 浜田省吾 - Vocal, Guitar & Harmonica
- 町支寛二 - Guitar & Backing vocal
- 水谷公生 - Guitar
- 岡沢茂 - Bass & Backing vocal
- 小島良喜 - Piano & Backing vocal
- 福田裕彦 - Synthesizer & Backing vocal
- 古村敏比古 - Saxophone, Flute & Backing vocal
- 大久保敦夫 - Drums
- 長谷部徹 - Drums
- 矢野晴子 - Violin
- 岩戸有紀子 - Violin
- 大沼幸江 - Viola
- 船田裕子 - Cello